# Хрушкова, Людмила Георгиевна
Людми́ла Гео́ргиевна Хрушко́ва (род. 15 января 1943) — российский археолог и искусствовед. Профессор МГУ и РГГУ (1994).

## Биография
Окончила Московский историко-архивный институт. Работала в Абхазском государственном музее, с 1974 года — научный сотрудник Абхазского института языка, литературы и истории в Сухуми. Кандидат исторических наук (1978, диссертация «Скульптура раннесредневековой Абхазии»). Доктор исторических наук (1991, диссертация «Раннехристианские памятники Восточного Причерноморья»). Свыше 20 лет вела раскопки памятников позднеантичной и византийской эпох в Абхазии, автор более 150 научных публикаций, в том числе 5 монографий. Занимается общими проблемами и историей раннехристианской и византийской археологии. Читала лекции в École Platique des Hautes Études (Париж) и в Pontificio Istituto di Archeologia Cristiana (Рим).
Лауреат Макариевской премии (2005).

## Основные работы
- Скульптура раннесредневековой Абхазии: V—X века. — Тбилиси, 1980
- Цандрипш: Материалы по раннесредневековому строительству в Абхазии. — Сухуми, 1985
- Лыхны: Средневековый дворцовый комплекс в Абхазии. — М., 1998
- Раннехристианские памятники Восточного Причерноморья. — М., 2002
- Абхазия. Краткий исторический очерк. — М., 2003
- Les monuments chrétiens du cote oriental de la mer Noire. Abkhazie IV—XIV siècles. Turnhout, 2006
- Восточное Причерноморье в византийскую эпоху // История. Архитектура. Археология. — Калининград — М., 2018